# Webb n.º 138
Webb n.º 138 es un municipio rural canadiense situado en la provincia de Saskatchewan.

## Superficie
Webb n.º 138 tiene una superficie de 1101,92 km².

## Demografía
En 2021, tenía 567 habitantes, una densidad poblacional de 0,5 hab./km², y 254 viviendas.